# Aplonis zelandica
Aplonis zelandica е вид птица от семейство Скорецови (Sturnidae). Видът е почти застрашен от изчезване.

## Разпространение
Видът е разпространен във Вануату и Соломоновите острови.